# 175301 Mathur
175301 Mathur este o planetă minoră (asteroid), cu un diametru de 6,861 km, din centura de asteroizi. A fost descoperită pe 13 iunie 2005 la Mount Lemmon⁠(d) de Mount Lemmon Survey⁠(d). 
Obiectul prezintă o orbită caracterizată de o semiaxă mare de 3,1013477298077 UAi, o excentricitate de 0,10788400736367, o înclinație de 21,761825284304 ° în raport cu ecliptica.